# عقوبة الإعدام في اليمن
عقوبة الإعدام عقوبة شرعية في اليمن.
أن اليمن لديها واحد من أعلى معدلات الإعدام للفرد في العالم.   حيث انه يتم تنفيذ عقوبة الإعدام عادة رميا بالرصاص، الشخص الوحيد في البلاد الذي له سلطة منح العفو هو رئيس اليمن حيثُ يجب عليه المصادقة على جميع عمليات الإعدام التي تصدرها أي محكمة قبل تنفيذها.

## الإجراء القانوني
مثل معظم البلدان، يوجد النظام القانوني اليمني في إطار هيكل يتكون من ثلاثة مستويات.  ان في أدنى مستوى من الاجتهاد القضائي توجد محاكم الدرجة الأولى، والتي تم انشاؤها لرئاسة جميع أنواع القضايا المختلفة. وتتراوح هذه الجرائم من الجرائم الجنائية والمدنية والتجارية والأحوال الشخصية والمحكمة العسكرية وغيرها من الجرائم المتنوعة المصنفة على أنها "قضايا خاصة" بموجب قانون العقوبات ( مثل الاختطاف والسرقة الكبرى).  بعد إجراء المحاكمات على المستويات الدنيا من نظام العدالة اليمني، هناك خيار لكل من المتهم وأقارب(أهل) الضحية لتقديم استئناف إلى محكمة استئناف متوسطة المستوى،التي تتمتع بصلاحيات واسعة لرفع أو تخفيف الأحكام حسب تقديرها.  أخيرآ، إذا استمرت الخلافات القانونية، يتم عرض القضية على المحكمة العليا اليمنية كملاذ(مجال)أخير.  لا توجد محاكمات أمام هيئة محلفين في البلاد،يتم الفصل في القضايا إلا من قبل قضاة فرديين. 
على الرغم من أن الدستور اليمني ينص على فصل السلطات بين مختلف فروع الحكومة،  فإن القضاء يخضع للسلطة التنفيذية عمليًا. مجلس القضاء الأعلى (SJC)هو لجنة صغيرة أنشأتها الحكومة الفيدرالية للإشراف على الأمور المتعلقة بالنظام القانوني اليمني.  ويمكن لمجلس القضاء الأعلى، المسؤول أمام رئيس اليمن،  تعيين القضاة أوعزلهم مباشرة دون أي إشراف قضائي.  بالإضافة إلى ذلك، يجب أن يصادق الرئيس على جميع أحكام الإعدام قبل تنفيذها، وهو الشخص الوحيد في الدولة الذي لديه سلطة إصدار قرار بوقف التنفيذ. 
تطبق اليمن الشريعة الإسلامية، والتي تعتبر بمثابة الأساس لجميع التشريعات في البلاد.  العديد من الجرائم التي يُعاقب عليها بالإعدام ،مثل المثلية الجنسية أو التجديف، مشتقة جزئيًا على الأقل من تفسير صارم لآيات قرآنية مختارة.    وجه آخر من جوانب الفقه الإسلامي المعترف بها في المحاكم اليمنية هو القصاص. كوسيلة للانتقام القانوني، لأقارب الضحية خيار إما المطالبة بعقوبة الإعدام على المتهم، أو العفو عن جرائمهم.ومع ذلك، لا يزال مدى تطبيق هذا الأمر موضع نزاع، حيث يُزعم أن نظام العدالة اليمني قد نفذ عمليات إعدام على الرغم من اعتراضات أسر ضحايا القتل العمد.  وعلى العكس من ذلك، أعيد تطبيق أحكام الإعدام بعد عفو أولي أصدره الرئيس نتيجة ضغوط من الأقارب. 

## جرائم الإعدام
تشمل الجرائم التي يُعاقب عليها بالإعدام أعمال عنف مثل القتل أو الاغتصاب أو الإرهاب، ولكن يمكن أيضًا استخدام عقوبة الإعدام نظريًا في قضايا الجرائم الإسلامية أو جرائم "الحد" بموجب الشريعة الإسلامية مثل الزنا ،وسوء السلوك الجنسي ،واللواط ،والدعارة والتجديف والردة.   الخطف ،والسرقة العنيفة ،والاتجار بالمخدرات ،واللصوصية، وتدمير الممتلكات مما يؤدي إلى الموت، وبعض الجرائم العسكرية (مثل الجبن والهجر) ،وشهادة الزور التي تسبب الإعدام غير المشروع، والتجسس، والخيانة تحمل أيضًا عقوبة الإعدام.  

## طُرق
إطلاق النار ان هو الشكل الوحيد من أشكال الإعدام المعروف حاليًا أنه يُستخدم في اليمن.حيث انهو يُسمح أيضًا بالرجم والشنق وقطع الرأس في قانون العقوبات اليمني.  وان مع ذلك،من غير المعروف أن الرجم تم تنفيذه لعدة قرون. 
ان الإجراء المعتاد للإعدام هو وضع المتهم على الأرض أوعلى سجادة أو بطانية. بعد ذلك، يقوم الجلاد واحد مسلح ببندقية آلية بتنفيذ الحكم بإطلاق عدة جولات على ظهر الشخص المدان(المتهم) أثناء محاولته ضرب القلب (غالبًا ما يؤدي إلى تدمير فقرات العمود الفقري )،ويتم تحديد القلب مسبقًا بواسطة أخصائي طبي.  ان في بعض الحالات التي يُدان فيها المدعى عليه بارتكاب جريمة حد إضافية، قد يُحكم عليه أيضًا بالجلد قبل وفاته. يُسمح بالإعدامات الخاصة والعامة في اليمن. 

## نقد
وقع آخر إعدام رسمي لقاصر في اليمن في 21 يوليو / تموز 1993، عندما أعدم نصير منير ناصر الكربي البالغ من العمر 13 عامًا وثلاثة رجال آخرين شنقًا في العاصمة صنعاء بتهمة القتل والسرقة على الطرق السريعة.  بعد ذلك، قام مجلس النواب اليمني بتعديل قانون العقوبات في العام التالي بحظر اصدار أحكام بالإعدام على الأشخاص الذين تقل أعمارهم عن 18 عامًا وقت ارتكابهم للجرائم. ومع ذلك، فإن غالبية اليمنيين لا تصدر لهم شهادات ميلاد (مع معدل تسجيل مواليد مدني بلغ 22.6٪ في عام 2006 ،وفقًا لمنظمة الصحة العالمية)، والنظام القانوني اليمني محدود للغاية في قدرته على التأكد بشكل مناسب من عمر المتهمين وقت ارتكابهم الجرم. وهناك عدة تقارير عن استمرار إعدام الأحداث الجانحين في اليمن.    إحدى القضايا الملحوظة بشكل خاص هي قضية محمد طاهر ثابت سموم، من مواليد إب، الذي اتُهم بارتكاب جريمة قتل في يونيو 1999 ثم حُكم عليه بالإعدام في سبتمبر 2001.  عقوبته أقرها مجلس القضاء الأعلى وصدق عليه الرئيس السابق علي عبد الله صالح. يُزعم أن محمد طاهر ثابت سموم(المتهم) كان يبلغ من العمر 13 عامًا وقت ارتكاب الجريمة، وقد تم التركيز بشكل خاص على قضية إعدامه الوشيك في قرار البرلمان الأوروبي الصادر في فبراير 2011 بشأن حالة حقوق الإنسان في اليمن. 
بالإضافة إلى إعدام المذنبين الأحداث، عبرت منظمات حقوق الإنسان عن قلقها من إصدار أحكام الإعدام بعد محاكمات جائرة. يُزعم أن السلطات انتزعت في بعض الأحيان الاعترافات بالإكراه،   باستخدام أساليب كثيرة مثل الضرب المبرح والتعليق المطول والتهديد بالاغتصاب والاحتجاز بمعزل عن العالم الخارجي وعدم كفاية الحصول على الطعام والماء.

## عدد عمليات الإعدام في السنة
| سنة  | عدد عمليات الإعدام |
| ---- | ------------------ |
| 2019 | 7+                 |
| 2018 | 4+                 |
| 2017 | 2+                 |
| 2016 | غير معروف          |
| 2015 | +8                 |
| 2014 | +22                |
| 2013 | 13+                |
| 2012 | 28+                |
| 2011 | 41+                |
| 2010 | 53+                |
| 2009 | 30+                |
| 2008 | 13+                |
| 2007 | 15+                |
| 2006 | 30+                |
| 2005 | 24+                |
| 2004 | +6                 |
| 2003 | 30+                |
| 2002 | +10                |
| 2001 | 56+                |
| 2000 | 13+                |
| 1999 | 35                 |
| 1998 | 17+                |
| 1997 | +5                 |
| 1996 | 1+                 |
| 1995 | 41+                |
| 1994 | 25+                |
| 1993 | 30+                |